# Frédéric Volovitch
 (janvier 2012).
Si vous disposez d'ouvrages ou d'articles de référence ou si vous connaissez des sites web de qualité traitant du thème abordé ici, merci de compléter l'article en donnant les références utiles à sa vérifiabilité et en les liant à la section « Notes et références ».
Fréderic Volovitch est un chanteur et humoriste français né le 18 mai 1974 à Tours. 
De 1995 à 2009, il a fait partie du groupe Les Wriggles,,. À partir de 2001, il crée le groupe Volo avec son frère cadet Olivier Volovitch,,,. Il joue un spectacle en solo depuis 2011. 
En 2000, il tourne plusieurs épisodes d'une série intitulée Frédo et Tonio avec Antoine Réjasse, son ancien camarade des Wriggles, mais la série ne sera jamais diffusée, faute d'intérêt des chaînes de télévision.

## Discographie

### AvecLes Wriggles

#### Albums
- 1997 : Justice avec des saucisses
- 1999 : Les Wriggles partent en live
- 2002 : Ah bah ouais mais bon
- 2005 : Moi d'abord
- 2006 : Le Best Of
- 2007 : Tant pis ! Tant mieux !

#### DVD
- 2003 : Les Wriggles à la Cigale
- 2005 : Acte V au Trianon
- 2009 : Les Wriggles en TourNez

### AvecVolo

#### Albums
- 2005 : Bien Zarbos
- 2006 : Blancs manteaux à Volo
- 2007 : Jours Heureux
- 2008 : Bref...(3 titres)
- 2009 : En Attendant
- 2010 : C'est pas tout ça...(Best of)
- 2013 : Sans rire
- 2017 : Chanson française
- 2020 : Avec son Frère

### En Solo

#### Spectacle
- 2011 : Est ce qu'il y a des morts?